# Honeyania
Honeyania is een geslacht van vlinders uit de familie van de spinneruilen (Erebidae). De wetenschappelijke naam van dit geslacht is voor het eerst voorgesteld door Emilio Berio in een publicatie uit 1989.

## Soorten
- Honeyania apicipunctalis (Brandt, 1939)
- Honeyania aulombardi Hacker, 2019
- Honeyania colla (Schaus & Clements, 1893)
- Honeyania flaviciliata (Hampson, 1910)
- Honeyania monotona (Le Cerf, 1911)
- Honeyania plumbosa (Distant, 1899)
- Honeyania pusillana Hacker, 2019
- Honeyania ragusana (Freyer, 1845)
- Honeyania roseocincta (Hampson, 1910)
- Honeyania xanthocraspis (Hampson, 1910)